# Froditzbach
Der Froditzbach ist ein Bach in der Gemeinde St. Veit in Defereggen (Bezirk Lienz). Der Bach entspringt südöstlich der Hofspitze und mündet zwischen Bruggen und Feld in die Schwarzach.

## Verlauf
Der Froditzbach entspringt in der sogenannten „Froditzen“, einem Talschluss zwischen dem Gasser Hörndle im Südwesten, Kastal und Hofspitze im Nordwesten, Scheibe und Mullitztörl im Norden und dem Gritzer Hörndle im Osten. Er speist sich aus mehreren Quellbächen, die teilweise als Abflüsse kleinerer Bergseen wie den Gritzer Seen entspringen. Nach der Vereinigung seiner Quellbäche strebt der Frodnitzbach nach Süden, vorbei an der westlich gelegenen, verfallenen Froditzalm und erreicht in rund 1800 Metern Seehöhe die Waldgrenze. Von hier durchfließt der Froditzbach bis zum Eintritt ins Defereggental eine Waldschlucht und stürzt im Unterlauf einen Wasserfall hinab. Im Defereggental durchfließt der Froditzbach landwirtschaftliche Nutzflächen zwischen den Ortsteilen Bruggen und Feld und mündet in die Schwarzach. Hierbei werden seine Ufer im Unterlauf von einem schmalen Baumsaum begleitet.